# Галус (конак)
Конакът Галус в Джилъу (на румънски: Conacul Gallus din Gilău) е конак в село Джилъу, окръг Клуж, Румъния, част от Списъка на архитектурнирте паметници в окръг Клуж, изготвен от румънското министерство на културата през 2004 г. Построен е през 19 век и е наречен на собственика си.